# The Jones Girls
The Jones Girls ist eine ursprünglich aus den drei Schwestern Brenda, Shirley und Valorie Jones bestehende US-amerikanische Soul-Gesangsband aus Detroit (Michigan), Vereinigte Staaten. Das Trio wurde vor allem durch seine Singles aus den späten 1970er- bis in die 1980er-Jahre bekannt, insbesondere durch den Hit You Gonna Make Me Love Somebody Else aus dem Jahr 1979.

## Geschichte
Die Gruppe, bestehend aus den Schwestern Brenda (* 7. Dezember 1954; † 3. April 2017), Valorie (* 17. April 1956; † 2. Dezember 2001) und Shirley Jones (* 22. September 1953), unterschrieb 1970 zunächst bei GM Records und nahm dort ihre ersten Songs auf. Nach einer zweijährigen Zusammenarbeit mit GM Records nahmen sie für verschiedene Labels auf, bevor sie bei Philadelphia International Records unter Gamble & Huff größere Erfolge erzielten.
Parallel zu ihrer eigenen Karriere traten sie als Background-Sängerinnen für Künstler wie Lou Rawls, Teddy Pendergrass, Aretha Franklin und Le Pamplemousse auf. Zwischen 1975 und 1978 arbeiteten sie mit Diana Ross zusammen und wirkten außerdem auf Linda Cliffords 1978 erschienenem Album If My Friends Could See Me Now mit. Auch auf dem 1979 veröffentlichten, disco-orientierten Album Back on the Streets der Gruppe Tower of Power waren sie zu hören.
Der größte Charterfolg der Jones Girls war der Song You Gonna Make Me Love Somebody Else, der im Mai 1979 Platz 38 der Billboard Hot 100 erreichte und sich in den R&B-Charts sogar unter den Top 5 platzieren konnte. Für die Single erhielten sie eine Goldene Schallplatte. Es folgte 1980 der Titel I Just Love The Man, der im Januar 1981 auf Platz 9 der R&B-Charts notiert wurde. Weniger erfolgreich war die 1981 veröffentlichte Single Nights Over Egypt, geschrieben von Dexter Wansel, die 1982 Rang 23 der R&B-Charts belegte.
Nach der Veröffentlichung des vierten US-Albums On Target, das kommerziell hinter den Erwartungen zurückblieb, verließ Leadsängerin Shirley Jones die Gruppe, um eine Solokarriere zu verfolgen. Mit dem Song Do You Get Enough Love, geschrieben von Bunny Sigler und produziert von Sigler und Kenny Gamble, erzielte sie 1986 einen Nummer-1-Hit in den R&B-Charts. Der Titel stammt von ihrem Debütalbum Always in the Mood, das es ebenfalls in die Top Ten schaffte.
Valorie Jones verstarb am 2. Dezember 2001 im Alter von 45 Jahren in Detroit (Michigan).
Brenda Jones lebte zuletzt in Atlanta, wo sie mit einer eigenen Band auftrat und ein Repertoire aus Jazz- und R&B-Stücken – darunter viele Songs der Jones Girls – präsentierte. Nach dem Auszug ihrer Kinder zog sie nach New York City, um sich verstärkt ihrer musikalischen Karriere zu widmen. Am 3. April 2017 wurde sie in Wilmington (Delaware) beim Überqueren einer Straße von mehreren Fahrzeugen erfasst und tödlich verletzt. Sie wurde 62 Jahre alt.
Shirley Jones tritt weiterhin unter dem Namen The Jones Girls auf, begleitet von zwei ihrer Nichten und einem Neffen als Background-Sänger.
Im Jahr 2007 erschien das Gemeinschaftsprojekt Ladies Night Out, ein Album auf CD und DVD, das Shirley Jones zusammen mit Jean Carn und Cherrelle veröffentlichte.
Im Jahr 2025 hatte die Band einen ihrer wenigen Auftritte in Deutschland beim Baltic Soul Weekender #19.

## Diskografie

### Studioalben
- 1979: The Jones Girls
- 1980: At Peace with Woman
- 1981: Get as Much Love as You Can
- 1983: On Target
- 1984: Keep It Comin’
- 1992: Coming Back

### Singles
- 1970: My Own Special Way
- 1972: Come Back
- 1972: Your Love Controls Me
- 1973: Taster of the Honey (Not the Keeper of the Bee)
- 1974: If You Don't Love Me No More
- 1974: Will You Be There
- 1975: I Turn to You
- 1975: Hey Lucinda
- 1979: You Gonna Make Me Love Somebody Else
- 1979: We're a Melody
- 1980: I'm at Your Mercy
- 1980: Dance Turned into a Romance
- 1980: I Just Love the Man
- 1981: Back in the Day
- 1981: (I Found) That Man of Mine
- 1981: Nights Over Egypt
- 1981: Get as Much Love as You Can
- 1983: On Target
- 1983: 2 Win U Back
- 1984: Better Things to Do
- 1992: Sweet Ecstasy
- 1992: You Threw Our Love Away

### Compilationalben
- 2000: The Best of the Jones Girls
- 2000: Keeping up with the Joneses: The Early Years

## Coverversionen
- Who Can I Run To vom gleichnamigen Debütalbum der Band aus dem Jahr 1979 wurde 1995 von Xscape gecovert.[1] Diese Version wurde ein Nummer-1-R&B- und Nummer-8-Pop-Hit. Die Originalversion war die B-Seite von You Gonna Make Me Love Somebody Else.
- Nights Over Egypt wurde von Incognito auf ihrem Album No Time Like The Future sowie 2019 von Dexter Wansel  gecovert.